# Kanton Yerville
Kanton Yerville is een voormalig kanton van het Franse departement Seine-Maritime. Het kanton maakte deel uit van het arrondissement Rouen. Het werd opgeheven bij decreet van 27 februari 2014 met uitwerking in maart 2015.

## Gemeenten
Het kanton Yerville omvatte de volgende gemeenten:
- Ancretiéville-Saint-Victor
- Auzouville-l'Esneval
- Bourdainville
- Cideville
- Criquetot-sur-Ouville
- Ectot-l'Auber
- Ectot-lès-Baons
- Étoutteville
- Flamanville
- Grémonville
- Hugleville-en-Caux
- Lindebeuf
- Motteville
- Ouville-l'Abbaye
- Saint-Martin-aux-Arbres
- Saussay
- Vibeuf
- Yerville (hoofdplaats)